# Devil's Corner Cliff Walk
Le Devil's Corner Cliff Walk – est un passage aménagé à flanc de rempart dans le comté de Whatcom, dans l'État de Washington. Protégé au sein de la Ross Lake National Recreation Area, ce court sentier construit dans les années 1890 emprunte une série de petits ponts et tunnels en surplomb du Skagit. Il est inscrit au Registre national des lieux historiques depuis le 7 juin 1974.